# Conaperta antonii
Conaperta antonii är en plattmaskart som beskrevs av Achatz, Hooge och Tyler 2007. Conaperta antonii ingår i släktet Conaperta och familjen Convolutidae. Inga underarter finns listade i Catalogue of Life.